# Ataun
Ataun település Spanyolországban, Gipuzkoa tartományban. Ataun Lazkao, Idiazabal, Alsasua, Urdiain, Iturmendi, Bakaiku, Etxarri Aranatz és Zaldibia községekkel határos. Lakosainak száma 1717 fő (2024).

## Népesség
A település lakosságának változását az alábbi diagram mutatja:
| Lakosok száma | 1551 | 1514 | 1574 | 1671 | 1669 | 1700 | 1701 | 1693 | 1697 | 1717 |
|               | 2001 | 2004 | 2006 | 2009 | 2011 | 2014 | 2016 | 2019 | 2021 | 2024 |